# سيريل ريجيس
سيريل ريجيس (بالإنجليزية: Cyrille Regis) مواليد 9 فبراير 1958 في ماريباسولا، غويانا الفرنسية - الوفاة 14 يناير 2018، كان لاعب كرة قدم إنجليزي كان يلعب في مركز الهجوم.

## المسيرة الاحترافية

### أندية لعب لها
- نادي هايز
- وست بروميتش ألبيون
- كوفنتري سيتي
- أستون فيلا
- وولفرهامبتون واندررز
- ويكمب وندررز
- نادي تشستر سيتي

## وصلات خارجية
- الموقع الرسمي